# 양재꽃시장
양재꽃시장은 1991년 2만1천평 규모로 개장했다. 한국농수산식품유통공사에서 운영한다. 1991년 6월 26일 절화류 경매를 필두로 1997년 4월 16일 난류, 1998년 3월 16일 관엽류, 2014년 6월 11일 춘란류를 경매하고 있으며, '16년말 현재 출하농가수는 3,461호, 출하단체는 337개소, 중도매인은 950여명으로 일일평균 경매금액이 3억원이 넘는 명실상부한 국내 최대의 화훼시장으로 자리매김을 하고 있는 경매공판장 중도매인의 가게들이 있다. 생화를 비롯해 분화, 묘목, 씨앗, 정원용품, 원예도구를 살 수 있다.